# Louisa Hubbard
Pour les articles homonymes, voir Hubbard.
Louisa Maria Hubbard, née le 8 mars 1836 à Saint-Pétersbourg-en Russie et décédée le 5 novembre 1906 en Tyrol en Autriche-Hongrie, est une femme de lettres, féministe et réformatrice sociale britannique. Elle est surtout connue pour son activisme en faveur de l'emploi et de l'éducation des femmes.
Née dans une riche famille de marchands russes, elle migre en Angleterre alors qu'elle n'est encore qu'une jeune fille et y reste une grande partie de sa vie. Elle ne s'est jamais mariée et s'est dévouée toute sa vie à l'activisme social. Elle s'est servie de sa position privilégiée pour financer de nombreuses causes féminines. Elle commence son activisme au sein du mouvement des diaconesses anglicanes dans les années 1860. Elle y organise les membres et accroît la conscience aux causes du mouvement.
Louisa Hubbart promeut ensuite l'éducation élémentaire comme une possibilité de carrière pour les femmes. Bien qu'une grande partie de la haute société anglaise soit méprisante envers cette profession, Louisa Hubbart exploite la demande de plus en plus persistante de professeur des écoles. Elle participe alors à la création d'une école de formation au métier de professeur pour les femmes. Cependant, beaucoup des femmes sorties de cette école ne trouvent pas de travail en raison des pratiques éducatives pauvres enseignées. Elle commence ensuite à promouvoir d'autres possibilités de carrières pour les femmes. Louisa Hubbard a dépensé une bonne partie de sa vie à la promotion d'offres d'emploi pour les femmes. Elle se concentre particulièrement sur le sort des femmes célibataires et des dames de bonnes familles appauvries et le dédain dans lequel la société la société a tenu l'idée qu'elles aient un emploi.
Elle publie également plusieurs brochures et journaux en faveur de l'instruction et de l'emploi des femmes. Elle a notamment publié A Handbook for Women's Work, connu de 1875 à 1889 sous le nom de The Englishwoman's Yearbook. Elle publie également The Woman's Gazette, plus tard connu entre 1875 et 1893 sous le nom de Work and Leisure. Initialement Louisa Hubbart contribue à la majorité des articles de ses publications mais plus tard elle contribue en tant qu'éditrice. Malgré la popularité de ses publications, celles-ci n'étaient pas rentables pour Louisa Hubbart qui doit les financer avec sa fortune personnelle. Louisa Hubbart a également créé la Women's Emigration Society qui vient en aide aux femmes britanniques seules qui ont trouvé un emploi dans une colonie britannique. Elle organise aussi d'autres groupes qui ont promu l'émigration.

## Biographie

### Enfance et jeunesse
Louisa Maria Hubbard est née à Saint-Pétersbourg et est la fille de William Egerton Hubbard et Louisa Ellen Hubbard, née Baldock. Son père est un marchand dont la famille a établi un commerce à Arkhangelsk près de Saint-Pétersbourg dans le milieu du XVIIIe siècle. Sa mère était fille d'un capitaine. Louisa est l'ainée de sept enfants. En 1843, sa famille quitte la Russie pour le Royaume-Uni. Ils s'installent dans une propriété de 2000 acres (8,1 km2) à Leonardslee où Louisa Hubbard reçoit une éducation à domicile. Elle n'a jamais travaillé du fait de la fortune de sa famille.

### Dernières années
Louisa Hubbard monte souvent à cheval et peint des paysages dans son temps libre. Elle vit dans la propriété familiale jusqu'en 1883 quand son frère, cadre dans le coton, construit une nouvelle maison à Leonardslee. En 1893, elle cesse la plupart de son activité pour des raisons de santé. Bien que Work and Leisure fait faillite, The Englishwoman's Yearbook est repris par un autre éditeur. En 1899, elle subit un accident vasculaire cérébral alors qu'elle séjourne en Tyrol. Elle demeure en Autriche-Hongrie les sept dernières années de sa vie avant sa mort le 5 novembre 1906. À sa mort, sa fortune est estimée à 2675 livres nets.

## Engagements

### Mouvement des diaconesses
En 1864, Louisa Hubbard devient une diaconesse anglicane et devient une membre active du mouvement des diaconesses après qu'une amie l'a introduite au mouvement. Le mouvement concentré sur la vie associative, présent dans l'Église anglicane depuis 1850, travaille à l'approvisionnement des femmes en diverses fournitures et à la formation aux métiers d'infirmières et de professeurs auprès des populations pauvres. Elle sert avec la société et organise un certain nombre de collectes. En 1871, elle publie un pamphlet appelé Anglicane Diaconesses; or Is There No Place for Women in the Parochial System? Cette publication tient des descriptions de réunions qu'elle a avec les leaders d'églises, y compris Harold Brown. Elle rencontre également des donneurs potentiels pour leur parler du mouvement. Elle publie également une lettre dans le magazine John Bull dans lequel elle détaille les objectifs du mouvement. Cependant, elle est découragée par la croissance lente qui caractérise le mouvement et cesse son engagement actif au sein du groupe en 1874.

### Éducation
Louisa Hubbard murit l'idée de former des professeurs après qu'elle a reçu de l'éditeur du magazine John Bull, qui avait été impressionné par ses écrits sur le mouvement des diaconesses, une demande d'article sur le sujet. Elle répond à la demande en écrivant plusieurs lettres préconisant la création d'écoles de formation au métier d'enseignant pour femmes. Ces lettres seront de nouveau publiées plus tard dans des brochures. L'Elementary Education Act 1870 crée une forte demande de professeur des écoles. Louisa Hubbart pense alors a formé des femmes à remplir ce rôle et travaille à fonder le Otter College de Chichester en 1873 pour former les femmes au métier de professeur d'écoles élémentaires. L'idée d'ouvrir cette école lui a d'abord été suggérée par Sir James Kay-Shuttleworth. Louisa Hubbart promeut l'idée dans différents lieux et essaye d'emporter le soutien de la population locale pour y implanter l'école. Otter College est initialement créé en 1849 comme une école pour hommes enseignants, mais celle-ci cesse ses activités quelques années auparavant. Seulement, Louisa Hubbart se rend compte que beaucoup de jeunes femmes n'étaient pas habituées au type de disciplines académiques requis pour devenir enseignant. Elle continue donc d'écrire sur l'importance d'éduquer les femmes et publie deux travaux en 1878 et 1880 dont l'objectif était de convaincre les parents d'éduquer leurs filles. Elle pense également à fonder une école pour jeunes filles de 15 à 18 ans, mais le projet n'aboutit pas par manque de fonds.
À cette époque, travailler en tant qu'enseignant est vu comme une position inadaptée à de nombreuses femmes. Les femmes des classes moyennes, ou de classes inférieures, sont limitées aux postes de gouvernantes par la société. Cela crée une pénurie dramatique d'enseignant qualifiés. Elle s'inquiète d'abord des difficultés auxquelles les femmes classes moyennes vont faire face en travaillant avec des membres de classes sociales inférieures, mais en fin de compte elle décide que de tels sacrifices sont justifiés car l'éducation est une cause noble. Le Otter College assure aux parents de classes moyennes que leurs filles seront éduquées par des femmes de milieux similaires.

### Emploi et philanthropie
Après avoir aidé à la fondation du Otter College, Louisa Hubbard commence à élargir son objectif en aidant les femmes à trouver du travail en général et plus simplement dans l'éducation. Elle est alors convaincue que de nombreuses femmes seront incapable de trouver du travail en tant qu'enseignante parce que le nombre de places dans la profession et que beaucoup d'entre elles n'en ont pas les capacités. Louisa Hubbard se bat contre les justifications religieuses selon lesquelles les femmes ne doivent pas travailler. Elle avance alors que les femmes ont été désignées par dieu pour se sacrifier elles-mêmes et se dévouer aux bien-être des autres. L'emploi est alors décrit comme un moyen pour les femmes seules de satisfaire cet appel. Pour Martha Vicinus, le ton de Louisa Hubbard à l'époque tend à faire du travail une sorte de pénitence.
Bien que Louis Hubbard ait promu l'emploi des femmes et ne se soit jamais mariée, elle se bat contre l'idée que l'emploi ferait que les femmes auraient moins de chance de se marier. Elle se bat contre l'idée que ne pas se marier serait un échec par la société. Elle cherche à convaincre les femmes seules de contrer cette idée avec leur indépendance et le respect de soi.
Dans le premier numéro de The Women's Gazette, Louisa Hubbard publie une lettre d'Elizabeth Missing Sewell qui recommande la création d'un club pour dames appauvries. Il en résulte la création en 1876 d'une organisation connue sous le nom de Working Working Ladies' Guilde. Louisa Hubbard correspond souvent avec la direction de la guilde et assiste souvent à leurs réunions.
La correspondance publiée dans The Women's Gazette permet également la création de la Teachers' Guild en 1876. Elle soutient également le Gentlewomen's Employement Club à Londres en lui accordant une somme d'argent importante en 1889. Dans The Women's Gazette et Work and Leisure, Louis Hubbard soutient également l'idée de Sociétés amicales pour femmes. En 1889, Louis Hubbard sert de présidente provisoire à un nouveau groupe appelé Court of the United Sisters' Friendly Society. Plusieurs autres organisations sont créées par des lectrices des publications de Louisa Hubbard. Elle pense également à unifier et coordonner les activités des différents groupes de femmes. Beaucoup des idées qu'elle avance sont diamétralement opposées à la vision prévalant de la société au moment où elle commence son activisme, mais elles deviennent ordinaires à la fin de sa vie. Elle fait également la promotion du métier de sage-femme et dit qu'une meilleure formation des femmes serait nécessaire dans domaine. Elle aide aussi à la création de la Trained Midwives Registration Society avec Zepherina Veitch, qui sert d'abord de secrétariat organisé.
Louisa Hubbard pense à fournir un logement approprié pour les femmes célibataires citadines qui sont souvent n'ont pas les moyens de louer un logement à Londres. Durant des réunions organisées dans les bureaux de The Woman's Gazette, l'idée de promouvoir des logements peu chers pour les femmes est fréquemment discutée. Cependant les pensions de famille disponibles étaient souvent considérés comme peu convenables pour les dames de bonnes familles. Louisa Hubbard publie ensuite divers articles débattant de ce sujet dans ses papiers. Ces publications amènent à la création en 1887 de la Ladies Dwelling Co. qui construit des maisons qui contiendront finalement 150 femmes. Le général britannique William Feilding devient alors le président de la compagnie jusqu'en 1895. Louisa Hubbard quitte l'organisation en 1889 après plusieurs désaccords avec le comité sur la façon dont il fallait faire face aux difficultés financières. Louisa Hubbard aide également à organiser un groupe qui songeait à protéger les femmes membres de la communauté des gens du voyage des escroqueries en 1885.
Louisa Hubbard a collecté des statistiques sur le nombre de femmes engagées dans des travaux philanthropiques. En 1893, elle effectue une enquête sur le mouvement philanthropique des femmes avec Angela Burdett-Coutts. Leur enquête démontre qu'il y a en tout 500 000 femmes engagées dans la philanthropie "semi-professionnelle" et 20 000 rémunérées par la charité féminine. Ces chiffres n'incluent pas les infirmières et missionnaires. Plus tard, Louisa Hubbard avoue que le nombre exact est difficile à déterminer et que leurs chiffres étaient des estimations basiques.

### Women's Emigration Society
Après qu'un écrivain lui a dit en 1877 que beaucoup plus d'hommes que de femmes ont émigré d'Angleterre et qu'il y avait beaucoup d'opportunités pour elles dans les colonies britanniques, elle s'intéresse à la promotion de l'émigration. Elle commence alors à prôner l'émigration comme une option pour les femmes indigentes et publie des informations sur l'émigration vers l'Australie dans The Woman's Gazette. Louisa Hubbard continue de publier plusieurs articles sur l'émigration in The Woman's Gasette and Work and Leisure, qui attirent l'attention d'autres activistes de l'émigration. La plus grande société d'émigration pour femme établie à Londres à cette époque tente souvent de décourager les candidates à l'émigration. Alors, en 1880, Louisa Hubbard créée la Women's Emigration Society dont le but est de promouvoir et faciliter l'émigration. Initialement, le groupe se concentre sur l'émigration vers le Canada, mais va élargir plus tard son offre vers la Nouvelle-Zélande, l'Afrique du Sud, et les États-Unis. La majeure partie des femmes souhaite devenir gouvernantes ou assistantes pour des familles. L'émigration est également promu comme un moyen pour les femmes seules de trouver un mari. La Women's Emigration Society collabore souvent avec des succursales de la YWCA et des évêques locaux dans les lieux où elle pense placer des femmes. Plus tard, la direction de la société rencontre des difficultés organisationnelles et fait faillite en 1884.
Bien plus tard, Louisa Hubbard pense à unir les sociétés travaillant avec interdépendance pour soutenir l'émigration. Elle publie un livre intitulé The United Englishwomen's Emigration Register et fonde la United Englishwomen's Emigration Association pour essayer d'unifier les mouvements d'émigration féminins. La United Englishwomen's Emigration Association fait également faillite rapidement.

## Œuvre
En plus de préconiser la formation des femmes, Louisa Hubbard s'est également attachée à améliorer la reconnaissance de l'existence d'opportunités d'emploi. De 1869 à 1878, elle publie un guide pour les institutions caritatives qui ciblaient les femmes intitulé A Guide to all Institutions for the Benefit of Women. En 1875, elle commence à écrire A Handbook for Women's Work, plus tard connu sous le nom de The Englishwoman's Yearbook. Elle publie cet annuaire jusqu'en 1898. Cette publication détaille la qualification, la formation requise et le salaire potentiel de plusieurs métiers. Ces guides suivent l'augmentation spectaculaire dans certaines institutions pendant sa période de publication. Elle met à jour le guide à chaque publication périodique d'une nouvelle édition. Bien qu'elle ait listé quelque 82 groupes en 1869, en 1898 son guide contient 200 pages. En 1871, elle écrit une série de lettres pour les femmes cherchant un emploi intitulé Work for Ladies in Elementary Schools.
Louisa Hubbard publie The Woman's Gazette sur laquelle elle travaille activement en 1875 avant d'en gérer simplement l'édition jusqu'en 1893. Elle décide de le publier mensuellement donc elle peut le mettre à jour plus régulièrement que ses autres guides.  En utilisant le pseudonyme "L.M.H.", elle écrit au début la majorité des articles de la gazette. Elle s'épuise souvent à son travail, et souffre périodiquement de sa santé faible qui la force à déléguer certaines opérations à ses amis. En 1884, elle quitte l'Angleterre pour des vacances prolongées afin de se ressourcer après une période de maladie. Elle embauche également une assistante personnelle pour l'aider à répondre aux lettres qu'elle reçoit. Elle emploie Emily James comme secrétaire personnelle jusqu'en 1890. En 1890, Emily James commence à organiser à plein temps des conférences sur l'emploi des femmes dans une organisation appelée le Central Conférence Committee. Louisa Hubbard devient alors président du groupe. Elle consacre tous les profits générés par ses publications aux causes féminines. The Woman's Gazette coût 2 pence, la rendant trop chère pour toutes les femmes mais pas pour la classe moyenne et supérieure. Après que la gazette a échoué plusieurs années de suite à ne pas être déficitaire, Louisa Hubbart la renomme Work and Leisure et commence à y inclure des articles sur des sujets plus larges. En revanche, la gazette ne devient jamais profitable et Louis Hubbart perd beaucoup d'argent dans le financement de ses opérations. Louisa Hubbart se voit elle-même comme une activiste et admet un manque de compétence en affaires. Dans ses publications, Louisa Hubbard évite d'aborder directement certains sujets politiques, bien qu'elle ait suggéré que les femmes devraient essayer de promouvoir des positions politiques sensibles. Work and Leisure publie également des conseils financiers aux femmes, des informations sur des destinations de vacances peu chères, des avertissements contre des escroqueries, et des articles d'avocats sur des problèmes juridiques courants auxquels les femmes font face.
En prenant l'exemple de Florence Nightingale, Louisa Hubbard avance l'idée selon laquelle la profession d'infirmière, dans des hôpitaux ou maisons privés, est une carrière que les femmes peuvent poursuivre. D'autres carrières qu'elle promeut incluent compositrice, masseuse et jardinière. Elle est l'une des premiers auteurs d'Angleterre à suggérer ces métiers comme abordables pour les femmes. Ces publications ont depuis été créditées comme ayant aidé à changer la perception et la conscience de la société sur les opportunités d'emploi des femmes.
Louisa Hubbard a également publié des livres sur d'autres sujets comme The Beautiful House and Enchanted Garden.